# Songping Lisuzu Yizu Xiang
Songping Lisuzu Yizu Xiang (kinesiska: 松坪, 松坪傈僳族彝族乡) är en socken i Kina. Den ligger i provinsen Yunnan, i den sydvästra delen av landet, omkring 300 kilometer nordväst om provinshuvudstaden Kunming.
Genomsnittlig årsnederbörd är 1 116 millimeter. Den regnigaste månaden är juli, med i genomsnitt 378 mm nederbörd, och den torraste är januari, med 2 mm nederbörd.